# Blue & Lonesome
Blue & Lonesome —en español: Triste y solitario— es el vigesimotercer en el Reino Unido y vigesimoquinto en los Estados Unidos álbum de estudio del grupo británico The Rolling Stones, publicado por la compañía discográfica Polydor Records el 2 de diciembre de 2016. El álbum, el primero del grupo en incluir solo versiones de otros artistas, es el primer trabajo de estudio de The Rolling Stones en once años, desde el lanzamiento de A Bigger Bang en 2005. Blue & Lonesome contó con la colaboración del guitarrista Eric Clapton en dos canciones y fue precedido por la publicación del sencillo «Just Your Fool».

## Historia
Blue & Lonesome fue grabado en solo tres días en diciembre de 2015. En abril de 2016, en la apertura de la exposición retrospectiva Exhibitionism, el grupo confirmó la publicación de un álbum de versiones "en algún momento en otoño" y Keith Richards añadió que incluiría "un montón de blues de Chicago". Durante las sesiones de grabación, Eric Clapton coincidió con el grupo grabando su álbum I Still Do y acabó participando en la grabación de dos canciones de Blue & Lonesome a petición de Richards. A diferencia de trabajos previos de The Rolling Stones, Blue & Lonesome incluye solo versiones de canciones blues de artistas como Howlin' Wolf y Little Walter.
Además, es el primer álbum desde Dirty Work en el que Mick Jagger no toca ninguna guitarra, así como el primer disco desde It's Only Rock 'n' Roll sin una canción interpretada por Richards.También se trata del primer disco desde Dirty Work en el cual su sencillo principal no fue escrito por Jagger/Richards con «Just Your Fool».

## Promoción
El 6 de octubre de 2016, los Stones cambiaron su emblemático logotipo, que apareció por primera vez en su álbum Sticky Fingers, del color rojo al azul.
El 8 de noviembre de 2016, publicaron un video para el tema «Hate to See You Go».
El 25 de noviembre de 2016, los Stones lanzaron un disco de vinilo de 10" de edición limitada con «Ride 'Em on Down» (bajo el sello UMC) con ocasión del Black Friday Record Store Day 2016. La pista es una versión de la canción original de Eddie Taylor, grabada en Chicago el 5 de diciembre de 1955 para el Vee-Jay Label (y lanzado como VJ 185).
El 1 de diciembre de 2016, lanzaron el video para «Ride 'Em on Down». El videoclip lo protagoniza la actriz Kristen Stewart, quien recorre Los Ángeles conduciendo un Ford Mustang Fastback modelo 1968.

## Lanzamiento y recepción
Durante su primera semana el álbum alcanzó el puesto número 1 en el UK Albums Chart, vendiendo 106.000 unidades, siendo el segundo disco más vendido en la primera semana de lanzamiento del 2016. El 3 de febrero de 2017 fue certificado platino, por la venta de más de 300.000 en el Reino Unido.
También debutó en el puesto número 4 de la Billboard 200 de los Estados Unidos con 123.000 unidades vendidas. Fue el segundo álbum más vendido de la semana en Estados Unidos. El álbum fue un gran éxito comercial, llegando al Top 10 en 29 países y lleva vendidas más de 2.000,000 millones de copias en todo el mundo.

## Reconocimientos
El 28 de enero de 2018, Blue & Lonesome recibió Premio Grammy al mejor álbum de blues tradicional en la 60.ª ceremonia de los Premios Grammy. El premio fue el tercer Grammy de los Stones de su carrera y su primer triunfo desde el show de 1995.

## Lista de canciones
| N.º   | Título                                | Escritor(es)                  | Duración |  |
| 1.    | «Just Your Fool»                      | Buddy Johnson                 | 2:16     |  |
| 2.    | «Commit a Crime»                      | Howlin' Wolf                  | 3:38     |  |
| 3.    | «Blue and Lonesome»                   | Memphis Slim                  | 3:07     |  |
| 4.    | «All of Your Love»                    | Magic Sam                     | 4:46     |  |
| 5.    | «I Gotta Go»                          | Little Walter                 | 3:26     |  |
| 6.    | «Everybody Knows About My Good Thing» | Miles Grayson, Lermon Horton  | 4:30     |  |
| 7.    | «Ride 'Em On Down»                    | Eddie Taylor                  | 2:48     |  |
| 8.    | «Hate to See You Go»                  | Little Walter                 | 3:20     |  |
| 9.    | «Hoo Doo Blues»                       | Otis Hicks, Jerry West        | 2:36     |  |
| 10.   | «Little Rain»                         | Ewart G.Abner Jr., Jimmy Reed | 3:32     |  |
| 11.   | «Just Like I Treat You»               | Willie Dixon                  | 3:24     |  |
| 12.   | «I Can't Quit You Baby»               | Willie Dixon                  | 5:13     |  |
| 42:36 |                                       |                               |          |  |

## Personal
| The Rolling Stones - Mick Jagger: voz, armónica - Keith Richards: guitarra eléctrica - Ronnie Wood: guitarra eléctrica - Charlie Watts: batería. Otros músicos - Eric Clapton: guitarra slide en «Everybody Knows About My Good Thing» y guitarra principal en «I Can't Quit You Baby». - Darryl Jones: bajo - Matt Clifford: teclados - Chuck Leavell: teclados - Jim Keltner: percusión en «Hoo Doo Blues». | Técnica y diseño - The Glimmer Twins: productor. - Don Was: productor. - Andy Cook: asistente de producción. - Jason Elliott: asistente de producción. - Derrick Stockwell: asistente de producción. - Stephen Marcussen: masterización. - Krish Sharma: ingeniería y mezcla. - Richard Havers: notas. - Don McAulay: técnico de batería. |

## Posición en las listas
| Lista (2016)                        | Posición |
| ----------------------------------- | -------- |
| Alemania (Media Control Charts)     | 1        |
| Australia (ARIA)                    | 1        |
| Argentina (CAPIF)                   | 1        |
| Austria (Ö3 Austria)                | 1        |
| Bélgica (Ultratop flamenca)         | 1        |
| Bélgica (Ultratop valona)           | 1        |
| Brasil (ABPD)                       | 4        |
| Canadá (Billboard Canadian Albums)  | 2        |
| Croacia (IFPI)                      | 1        |
| Corea del Sur (Gaon)                | 73       |
| Corea del Sur (Gaon Internacional)  | 9        |
| Dinamarca (Hitlisten)               | 2        |
| Estados Unidos (Billboard 200)      | 4        |
| Escocia (Scottish Albums Chart)     | 1        |
| España (PROMUSICAE)                 | 4        |
| Finlandia (Suomen Virallinen Lista) | 5        |
| Francia (SNEP)                      | 2        |
| Grecia (IFPI)                       | 2        |
| Hungría (MAHASZ)                    | 12       |
| Irlanda (IRMA)                      | 4        |
| Italia (FIMI)                       | 4        |
| Japón (Oricon)                      | 3        |
| Japón (Oricon Internacional)        | 1        |
| México(AMPROFON)                    | 18       |
| Nueva Zelanda (RMNZ)                | 2        |
| Noruega (VG-lista)                  | 1        |
| Países Bajos (Album Top 100)        | 1        |
| Polonia (ZPAV)                      | 3        |
| Portugal (AFP)                      | 2        |
| República Checa (ČNS IFPI)          | 1        |
| Reino Unido (UK Albums Chart)       | 1        |
| Suecia (Sverigetopplistan)          | 1        |
| Suiza (Schweizer Hitparade)         | 1        |

| Listas (2016)                     | Posición |
| --------------------------------- | -------- |
| Alemania (Official German Charts) | 5        |
| Australia (ARIA)                  | 22       |
| Austria (Ö3 Austria)              | 15       |
| Bélgica (Ultratop Flanders)       | 22       |
| Bélgica (Ultratop Wallonia)       | 22       |
| Dinamarca (Hitlisten)             | 66       |
| Italia (FIMI)                     | 37       |
| Nueva Zelanda (RMNZ)              | 28       |
| Países Bajos (MegaCharts)         | 8        |
| Polonia (ZPAV)                    | 30       |
| Reino Unido (OCC)                 | 17       |
| Suiza (Schweizer Hitparade)       | 30       |

| Listas (2017)                     | Posición |
| --------------------------------- | -------- |
| Alemania (Official German Charts) | 71       |
| Australia (ARIA)                  | 62       |
| Austria (Ö3 Austria)              | 35       |
| Bélgica (Ultratop Flanders)       | 23       |
| Bélgica (Ultratop Wallonia)       | 27       |
| Canadá (Billboard)                | 41       |
| Estados Unidos Billboard 200      | 111      |
| Nueva Zelanda (RMNZ)              | 37       |
| Países Bajos (MegaCharts)         | 32       |
| Reino Unido (OCC)                 | 97       |
| Suiza (Schweizer Hitparade)       | 6        |

## Certificaciones
| País                       | Certificación | Ventas certificadas |
| -------------------------- | ------------- | ------------------- |
| Alemania (BVMI)            | 3x Oro        | 300,000^            |
| Australia (ARIA)           | Oro           | 35,000^             |
| Austria (IFPI)             | Platino       | 15,000^             |
| Bélgica (BEA)              | Platino       | 30,000^             |
| Canadá (Music Canada)      | Oro           | 40,000^             |
| Dinamarca (IFPI Dinamarca) | Oro           | 10,000^             |
| España (PROMUSICAE)        | Oro           | 20,000^             |
| Francia (SNEP)             | 2x Platino    | 200,000^            |
| Países Bajos (NVPI)        | 2x Platino    | 100,000^            |
| Italia (FIMI)              | Oro           | 25,000^             |
| Nueva Zelanda (RMNZ)       | Oro           | 7,500^              |
| Polonia (ZPAV)             | Platino       | 20,000^             |
| Reino Unido (BPI)          | Platino       | 300,000^            |

Nota: ^ Cifras de ventas basadas únicamente en la certificación.